# Ajira

Alá (Dios) en árabe.

El ajira (en árabe: آخِرَة‎, romanizado: ʔāḵira, lit. 'Lo último, sucesivo') es un término islámico que se refiere al Más Allá. Es una referencia que se repite constantemente en los capítulos del Corán relativos al Yaum al Qiyamah, el Juicio Final para el islam, una parte importante de la escatología islámica. Tradicionalmente, el akhirah se considera una de las seis creencias fundamentales de los musulmanes, siendo las otras: la creencia en Un Dios, la creencia en los Ángeles de Dios, la creencia en los libros revelados (Torah, Evangelios, Corán), la creencia en los Profetas de Dios y la creencia en la Predestinación.
Al igual que otras religiones monoteístas, como el cristianismo, los musulmanes tienen la creencia similar en un cosmos de tres capas. Es la creencia en tres cosmos, el Cielo, el Infierno y un lugar intermedio, la Tierra, en el que estaría presente la humanidad. Así pues, de acuerdo con las creencias islámicas, Alá desempeñará el papel de qadi, sopesando los actos de cada individuo. Él decidirá si el akhirah de una persona va al Jannah o al Jahannam. A esta creencia se la ha denominado el Juicio Final islámico.

## Barzaj
En el Corán, un lugar intermedio que una persona entra después de morir y antes de resucitarse para el Día del Juicio. No es tampoco un parte del mundo o del akhirah, y se ha descrito como un 'muro' entre los dos que es basado en la surah, Y permanecerán en ese estado [la muerte] hasta que sean resucitados..

## Infierno y cielo
Durante el Día del Juicio, Alá decidirá si una persona irá al Jahannam o al Jannah por los acciones durante el tiempo en la Tierra. Alá puede que perdone los pecados hacía el pero no perdonará los pecados hacía otra gente. Jahannam se ha escrito  donde hay mucha sufrimiento físico por el incendio (y otras cosas), y también los condenados sienten el incendio "en sus corazónes". Al otro lado, la gente en Jannah tendrán los jardines y el vino que no los emborrachará.

## Importancia
En Islam, el akhirah es necesario dado que los piadosos sufren más que los no creyentes que disfrutan la vida en la Tierra. Para rectificarlo y hacer justicia, el akhirah recompensa la gente en Jannah y castiga los pecadores en Jahannam. Esto se base en la sura:
"Esta vida mundanal transitoria no es más que distracción y diversión, y la verdadera vida [y eterna] está en el Paraíso. ¡Si supieran! "